# Ben Austin
Ben Austin (Sídney, 16 de julio de 1982) es un deportista australiano que compitió en vela en la clase 49er.
Ganó dos medallas en el Campeonato Mundial de 49er, oro en 2008 y bronce en 2007. Participó en los Juegos Olímpicos de Pekín 2008, ocupando el quinto lugar en la clase 49er.

## Palmarés internacional
| \| Campeonato Mundial \| Campeonato Mundial \| Campeonato Mundial \| Campeonato Mundial \| \| Año \| Lugar \| Medalla \| Clase \| \| ------------------ \| --------------------- \| ------------------ \| ------------------ \| \| 2007 \| Cascaes (Portugal) \| Medalla de bronce \| 49er \| \| 2008 \| Melbourne (Australia) \| Medalla de oro \| 49er \| |                       |                   |       |
| Campeonato Mundial |                       |                   |       |
| Año | Lugar                 | Medalla           | Clase |
| 2007 | Cascaes (Portugal)    | Medalla de bronce | 49er  |
| 2008 | Melbourne (Australia) | Medalla de oro    | 49er  |